# La boira
La boira (títol original: The fog) és una pel·lícula de terror de 1980 dirigida per John Carpenter i protagonitzada per Adrienne Barbeau. Ha estat doblada al català.

## Argument
Fa cent anys, els pirates del vaixell Elizabeth Dane van ser assassinats en la costa d'un poblet pesquer i els habitants del lloc es van quedar amb el tresor. Ara, un segle després, els seus esperits tornen a través d'una boira per venjar-se.

## Repartiment
- Adrienne Barbeau: Stevie Wayne
- Jamie Lee Curtis: Elizabeth Solley
- Janet Leigh: Kathy Williams
- John Houseman: Mr. Machen
- Tom Atkins: Nick Castle
- James Canning: Dick Baxter
- Charles Cyphers: Dan O'Bannon
- Nancy Loomis: Sandy Fadel
- Ty Mitchell: Andy Wayne
- Hal Holbrook: Pare Malone
- John F. Goff: Al Williams
- George 'Buck' Flower: Tommy Wallace
- Darwin Joston: a Dr. Phibes
- Rob Bottin: Blake
- John Carpenter: Bennett